# دایهاتسو
دایهاتسو (به ژاپنی: ダイハツ工業) شرکت خودروسازی ژاپنی است، که در زمینهٔ تولید خودروهای اندازه کوچک و نیز خودروهای بیابانگرد، نامدار می‌باشد. این شرکت اکنون به‌عنوان شرکت تابعه تویوتا فعالیت می‌کند.
ریشه‌های تأسیس شرکت خودروسازی دایهاتسو به سال ۱۹۰۰ بازمی‌گردد، که تاکنون به‌عنوان قدیمی‌ترین شرکت خودروسازی فعال در ژاپن شناخته می‌شود. سهام این شرکت از ۲۰۱۶ تاکنون به‌طور کامل متعلق به تویوتا است. دفتر مرکزی شرکت دایهاتسو در شهر ایکه‌دا، اوساکا قرار گرفته است.

## نام
نام «دایهاتسو» ترکیبی از نخستین نماد (کانجی) اوساکا (大) و نخستین کلمهٔ «ساخت موتور» (発動機製造، هتسودوکی سهیزو) است. در این ترکیب جدید، خوانش «大» از او به دائی تغییر یافته و به «دای هاتسو» تبدیل می‌شود.

## تاریخچه

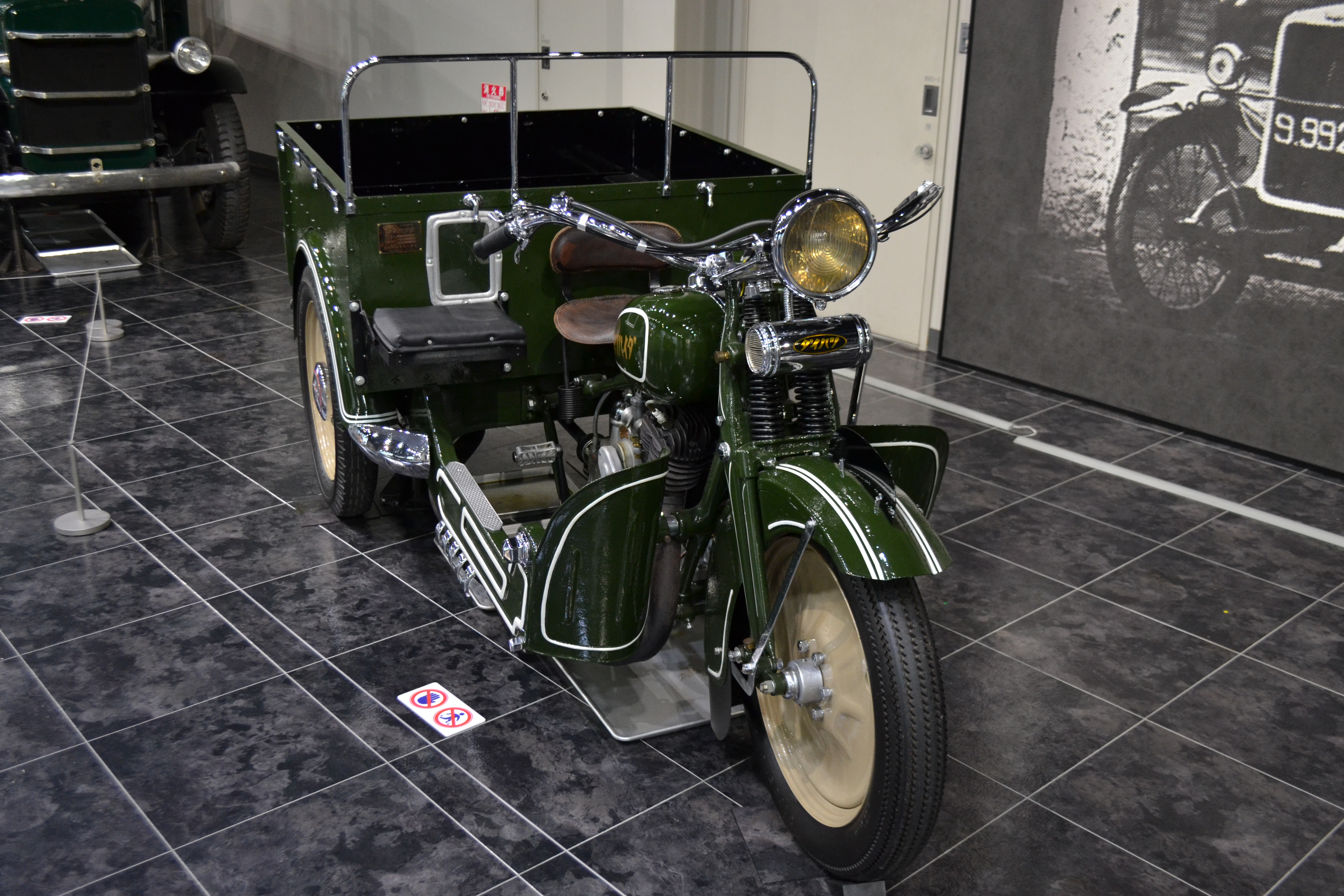
هاتسودکی اس‌ای۶

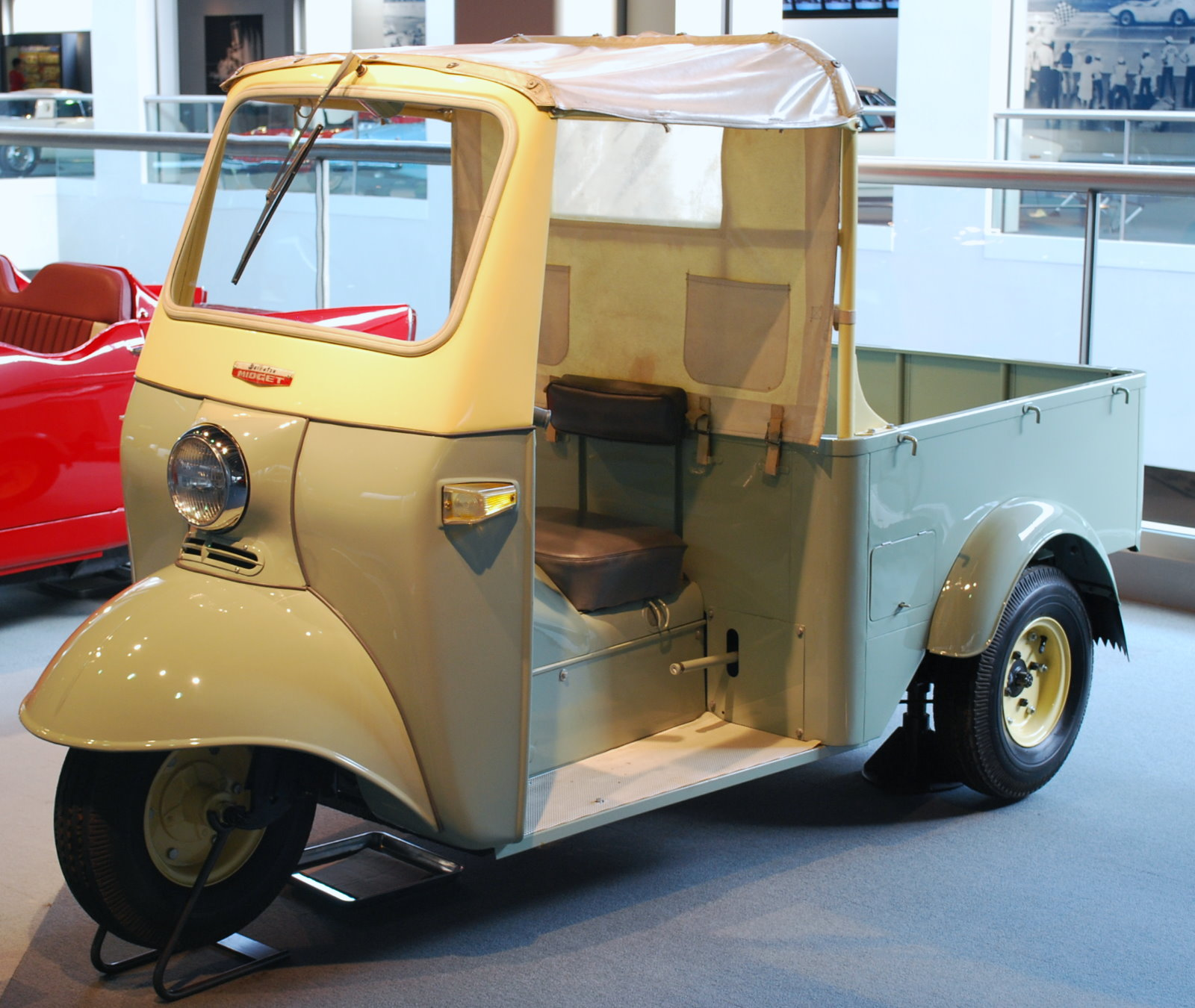
دایهاتسو میجت، ۱۹۵۷

دایهاتسو در تاریخ ۱ مارس ۱۹۵۱ به‌طور رسمی به عنوان جانشین «شرکت هاتسودوکی سهیزو» تأسیس شد که در سال ۱۹۰۷ تأسیس شده بود و بخشی از بازسازی عمده هاتسودوکی بود. تأسیس هاتسودوکی به‌طور عمده تحت تأثیر دانشکده مهندسی دانشگاه اوزاکا بود تا یک موتور بنزینی برای نیروگاه‌های کوچک ایستا توسعه دهند. از آغاز تأسیس شرکت تا سال ۱۹۳۰، هنگامی که یک کامیون سه‌چرخه به‌عنوان یک نمونه اولیه مورد بررسی و پیشنهاد قرار گرفت، تمرکز هاتسودوکی عمدتاً بر موتورهای بخار برای راه‌آهن ملی ژاپن بود و شامل واگن‌های قطار برای حمل‌ونقل مسافری می‌شد. سپس شرکت به موتورهای دیزل راه‌آهن توجه کرد و با مهندسی نییگاتا و شرکت مهندسی شینکو همکاری کرد. قبل از شروع تولید خودرو، رقیب اصلی آن‌ها در ژاپن یانمار بود.
تصمیم شرکت برای تمرکز بر تولید خودرو و فناوری‌های مرتبط تحت تأثیر روزهای ابتدایی تولید خودرو در ژاپن در اواخر دهه ۱۹۲۰ و ۱۹۳۰ بود، زمانی که هر دو شرکت فورد و جنرال موتورز کارخانه‌هایی در ژاپن تأسیس کرده بودند و سهم قابل توجهی از بازار را در اختیار داشتند. فورد در مارس ۱۹۲۵ کارخانه‌ای در یوکوهاما افتتاح کرد و در سال ۱۹۲۷ جنرال موتورز کارخانه‌ای در اوزاکا افتتاح کرد تا این‌که هر دو کارخانه پیش از جنگ جهانی دوم به‌طور کامل تحت اختیار دولت امپراتوری ژاپن قرار گرفتند.
در دهه ۱۹۶۰، دایهاتسو شروع به صادرات محصولات خود به اروپا کرد در آن زمان تا اواخر دهه ۱۹۸۰ موفقیت بزرگی در فروش نداشت. در ژاپن، اکثریت مدل‌های دایهاتسو در بخش خودروی کی قرار دارند.

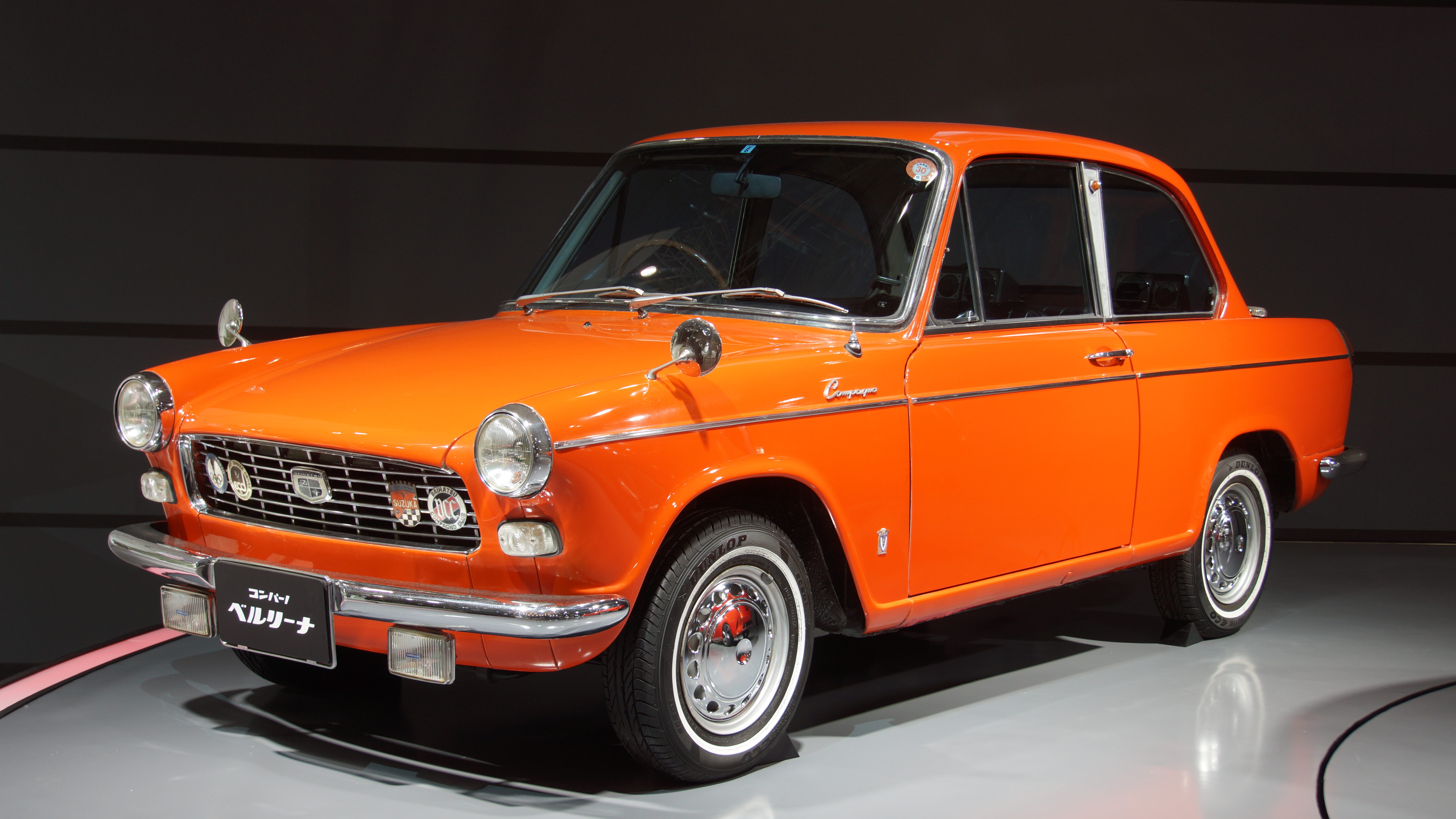
دایهاتسو کمپانیو، دهه ۱۹۶۰

دایهاتسو یک خودروساز مستقل بود تا اینکه شرکت موتور تویوتا در سال ۱۹۶۷ به عنوان سهامدار عمده وارد شد، زیرا دولت ژاپن قصد داشت بازار داخلی را باز کند. طبق گفته تویوتا، اولین‌بار بانک سانوا که همکار دایهاتسو بود، با این شرکت تماس گرفت. در سال ۱۹۹۵، تویوتا سهم خود در این شرکت را از ۱۶٫۸٪ به ۳۳٫۴٪ افزایش داد و سهام را از سایر سهامداران از جمله بانک‌ها و شرکت‌های بیمه خریداری کرد. در آن زمان، شرکت مینی‌وسیله‌ها و برخی خودروهای کوچک را تحت قرارداد برای تویوتا تولید می‌کرد. تویوتا با داشتن بیش از یک‌سوم سهام می‌توانست مصوبات سهامداران در جلسه سالانه را وتو کند. در سال ۱۹۹۸، تویوتا سهم خود در این شرکت را به ۵۱٫۲٪ افزایش داد و سهام را از سهامداران عمده‌اش، از جمله مؤسسات مالی، خریداری کرد.
پس از بحران مالی ۲۰۰۷–۲۰۰۸، فروش دایهاتسو در اروپا کاهش شدیدی یافت و از ۵۸٫۰۰۰ دستگاه در ۲۰۰۷ به ۱۲٫۰۰۰ دستگاه در ۲۰۱۱ کاهش یافت. دایهاتسو تا سال ۲۰۱۳ از بازار اروپا خارج شد و دلیل آن را ین قوی که باعث دشواری در کسب سود از تجارت صادراتی شرکت می‌شد، اعلام کرد.
در اوت ۲۰۱۱، دایهاتسو ۲۰ میلیارد ین (۲۳۸٫۹ میلیون دلار) در اندونزی سرمایه‌گذاری کرد تا کارخانه‌ای بسازد که خودروهای کم‌هزینه تحت طرح خودروی سبز کم‌هزینه تولید کند. ساخت‌وساز این کارخانه در تاریخ ۲۷ مه ۲۰۱۱ در مساحت ۷۰٫۰۰۰ مترمربع آغاز شد و در پایان سال ۲۰۱۲ عملیات خود را شروع کرد این کارخانه ظرفیت تولید سالانه ۱۰۰٫۰۰۰ خودرو را داشت.
در اوت ۲۰۱۶، دایهاتسو به یک شرکت کاملاً وابسته به شرکت تویوتا تبدیل شد. در ژانویه ۲۰۱۷، دایهاتسو و تویوتا به‌طور مشترک یک شرکت داخلی برای توسعه خودروهای کامپکت برای بازارهای نوظهور تحت عنوان «شرکت خودروهای کامپکت برای بازارهای نوظهور» تأسیس کردند. در این شرکت داخلی، دایهاتسو مسئول برنامه‌ریزی محصول و برنامه‌ریزی کیفیت خودروها است، در حالی که هر دو شرکت تویوتا و دایهاتسو مسئول برنامه‌ریزی محصول و کسب‌وکار به‌طور مشترک هستند. برای پشتیبانی از این شرکت، شرکت «تویوتا موتور آسیا پاسیفیک مهندسی و تولید محدود» (TMAP-EM) در تایلند به «شرکت مهندسی و تولید تویوتا دایهاتسو» (TDEM) تغییر نام داد.
در اکتبر ۲۰۱۶، دایهاتسو و تویوتا اعلام کردند که یک معماری خودرویی جدید تحت عنوان معماری جدید جهانی دایهاتسو (DNGA) در حال توسعه است. مدل دوم دایهاتسو میرا ای‌اس به‌عنوان اولین مدل معماری جدید جهانی دایهاتسو در سال ۲۰۱۷ معرفی شد، اگرچه شرکت بعدها تعریف معماری جدید جهانی دایهاتسو را اصلاح کرده و مدل چهارم تنتو را به‌عنوان اولین مدل معماری جدید جهانی دایهاتسو معرفی کرد.
از سال ۲۰۲۰ تا ۲۰۲۲، دایهاتسو به آموزش کارکنان شرکت خواهری خود که کمتر سودآور بود یعنی شرکت تویوتا موتور شرق ژاپن، پرداخته تا سیستم‌های توسعه و تولید خودروهای کوچک این شرکت را بهبود بخشد.
در آوریل ۲۰۲۳، مشخص شد که دایهاتسو تست‌های ایمنی ۸۸٬۰۰۰ خودرو را دستکاری کرده است که بیشتر آن‌ها به‌عنوان تویوتا یاریس به تایلند، مکزیک و کشورهای شورای همکاری خلیج فارس فروخته شده‌اند. در خودروهای آزمایشی تصادف از کنار، تریم درب‌ها به‌گونه‌ای تغییر داده شده بود تا خطر آسیب‌دیدگی کاهش یابد، اما این تغییرات به خودروهای تولیدی اعمال نشده بود.
در دسامبر ۲۰۲۳، این شرکت ارسال ۶۴ مدل از جمله خودروهای کی، مزدا، سوبارو و دو دوجین از مدل‌های برند تویوتا را متوقف کرد، این موضوع پس از آن رخ داد که تحقیقات ایمنی فسادهایی را آشکار کرد که گسترده‌تر از آنچه پیش‌تر تصور می‌شد بود. در برخی مدل‌ها، واحد کنترل ایربگ مورد استفاده در تست‌ها با قطعه‌ای که در خودروهای فروخته‌شده به عموم نصب شده بود متفاوت بود. نتایج تست‌های سرعت و تست‌های حفاظت سر نیز دستکاری شده بود. این موارد به سال ۱۹۸۹ بازمی‌گردند و بعد از سال ۲۰۱۴ به‌طور ویژه شایع شده بودند. بازارهای تحت تأثیر شامل ژاپن و همچنین بولیوی، کامبوج، شیلی، اکوادور، اندونزی، مالزی، مکزیک، پرو، تایلند، اروگوئه و ویتنام بودند. این شرکت اعلام کرد که تمام چهار کارخانه تولیدی خود در ژاپن را تا پایان ژانویه ۲۰۲۴ تعطیل خواهد کرد.